# Movistar Arena (Buenos Aires)
Movistar Arena (antes conocido como Buenos Aires Arena) es un miniestadio cubierto situado en el barrio de Villa Crespo, ubicado en la Comuna 15 de la Ciudad Autónoma de Buenos Aires, Argentina. Es utilizado para eventos artísticos, musicales, culturales y deportivos, y cuenta con capacidad para de hasta 11 500 a 15 000  personas, según la configuración de asientos. El predio fue inaugurado el 1 de noviembre de 2019 con un show gratuito de Tini Stoessel para clientes de Movistar Argentina.
Fue construido en la Ciudad Autónoma de Buenos Aires, en terrenos del Club Atlético Atlanta, donde se ubicaba su antiguo estadio; se estableció que Movistar deberá devolver estas parcelas en 2057. El club Atlanta concedió la construcción y explotación del miniestadio a Buenos Aires Arena SA, una sociedad anónima compuesta por el Grupo La Nación e inversores individuales. Movistar Arena es gestionada por la multinacional ASM Global, que organiza conciertos y gestiona más de 300 estadios en todo el mundo.
Hasta la fecha, la cantante argentina Florencia Bertotti es la artista con más entradas vendidas en el recinto, con 12 fechas agotadas en menos de diez horas, superando así a Emilia Mernes,[cita requerida] quien había agotado diez fechas en un día para luego añadir otra fecha adicional.

## Historia
El lote donde se erige el predio perteneció al Club Atlético Atlanta hasta 1991, cuando tuvo que venderlo para enfrentar un pedido de quiebra. En ese momento el terreno fue adquirido por una empresa que lo tuvo más de 15 años cerrado y en estado de abandono, hasta que en 2005 el predio fue expropiado por el Gobierno de la Ciudad Autónoma de Buenos Aires y entregado en concesión nuevamente al Club Atlanta.
La construcción del estadio comenzó en 2014. La empresa a cargo en aquel entonces fue Lugones Center y no pudo continuar por falta de fondos. La obra se paralizó en 2015, dejando una estructura de hormigón a medio hacer abandonada. Buenos Aires Arena SA retomó el proyecto a fines de 2017. Para que el predio cuente con un nivel de operación y de servicios experimentados y de nivel internacional se contrató la firma de nivel internacional ASM Global, que administra más de 300 arenas a nivel mundial incluidas el O2 Arena (Londres), Staples Center y el Mercedes-Benz Arena (Berlín).
Al final del período de concesión, el terreno con el estadio construido quedará para la Ciudad de Buenos Aires.
Se inauguró el 1 de noviembre de 2019 con un concierto de Tini Stoessel como parte del Quiero volver Tour, con la participación especial de Karina y Luis Fonsi. El recital fue transmitido en vivo a través de Movistar Play, las redes sociales de Movistar Argentina y el sitio web de TN.

## Controversias
El proyecto ha sido motivo de discusión entre los vecinos del predio, quienes no están de acuerdo con su construcción debido a los posibles impactos ambientales del estadio. Respecto a la posibilidad de contaminación sonora, Mora Tcherkaski, gerenta de marketing de Movistar Arena Argentina, aclaró que:
"el techo está compuesto por una estructura de acero cubierto de un material que permite asegurar la aislación de sonido al exterior, y los muros perimetrales están conformados por dos paredes de bloque de cemento separadas por cámara de aire entre ambas para asegurar la insonorización del estadio". Mora Tcherkaski 2019.
Para garantizar la sustentabilidad del consumo eléctrico del barrio, el estadio operará con la energía de media tensión y la convertirá con transformadores propios para la iluminación básica del edificio, cocina y aire acondicionado. Además contará con generadores propios, insonorizados, seguros y de última generación, que producirán la energía propia para el sonido y las luces de los eventos.[cita requerida]